# Ponte di Térénez
Il ponte di Térénez,aperto l’11 aprile 2011, è un ponte strallato situato in Francia che attraversa l'Aulne tra Argol e Rosnoën sulla strada dipartimentale 791 che collega Crozon a Le Faou. È lungo 515 metri.